# 定威水族乡
定威水族乡是中华人民共和国贵州省黔东南苗族侗族自治州榕江县下辖的一个民族乡。

## 行政区划
定威水族乡下辖以下村级行政区划单位：
定旦村、亚勇村、计水村、摆头村、格览村、功台村和控乃村。